# Yarra
Lo Yarra è un fiume dell'Australia meridionale, sulle cui sponde è stata fondata la città di Melbourne.

## Origine del nome
Il fiume è chiamato Birrarung dal popolo aborigeno Wurundjeri, che abitava la valle dello Yarra prima dell'insediamento europeo. Il nome Yarra Yarra gli fu dato nel 1835 da John Helder Wedge membro della Port Phillip Association, nell'errata convinzione che questo fosse il nome aborigeno del fiume. Wedge scrisse:

## Geografia
Il fiume Yarra sfocia in mare in prossimità della città di Melbourne. Il suo corso è di circa 242 chilometri, con una portata annua media di 718 000 megalitri. Il suo bacino idrografico è di circa 4.000 chilometri quadrati, e comprende anche montagne innevate. Alcuni de principali affluenti dello Yarra sono i fiumi: Maribyrnong, Plenty, Merri Creek, Darebin Creek e Moonee Ponds Creek.

### La sorgente
La sorgente del fiume è una serie di paludi nella parte settentrionale del parco nazionale dello Yarra (Yarra Ranges National Park), ad est del plateau di Baw Baw, una densa foresta subalpina. L'accesso alla zona della fonte del fiume è consentito soltanto ai membri dell'azienda delle acque di Melbourne. Il parco ospita molte piante di eucalipto, diverse specie di felci e parti di foresta fluviale.
La diga settentrionale dello Yarra (Upper Yarra Dam), una delle dighe che supplisce alla maggior parte delle risorse idriche della città di Melbourne, è la parte più settentrionale visibile al pubblico (la diga stessa è chiusa ai visitatori).